# Collected Poems of Alice Meynell
Collected Poems of Alice Meynell – tom wierszy brytyjskiej poetki Alice Meynell opublikowany w 1913 nakładem nowojorskiej oficyny Charles Scribner’s Sons. Zbiorek zawiera wiersze z wcześniejszych tomików Preludes, Poems i Later Poems. W edycji znalazły się między innymi utwory The Shepherdess, The Two Poets, The Lady Poverty, November Blue, A Dead Harvest, The Watershed i The Joyous Wanderer, jak też The Rainy Summer, The Roaring Frost i West Wind in Winter.